# Dysortografie
Dysortografie je specifická porucha učení s vadou v písemném projevu. Jedinec má problém s gramatickými pravidly, hláskováním a interpunkcí. Často se objevuje ve spojení s dyslexií.

## Příčiny
Nejčastěji je dysortografie způsobena nedostatečně rozvinutou oblastí sluchového vnímání. Hlavně je porušena schopnost sluchového rozlišování, tzn. rozlišování zvuků, výšky, hloubky a délky tónů, hlásek, slabik, slov a vět. 
Nedostatečný rozvoj řeči je další příčina. Jedinec zde text píše tak jak by ho vyslovil. 
K dalším příčinám vzniku se řadí problémy s grafomotorikou. Dále jsou to poruchy soustředění a oslabení paměti. Nakonec se dysortografie může rozvinout na základě hyperaktivity, nebo hypoaktivity.

## Diagnostika
Dysortografie je diagnostikována v pedagogicko-psychologické poradně, případně v speciálněpedagogickém centru.  K diagnóze se využívá psaní diktátu nebo slohu, které jsou poté porovnávány se školními sešity. Cílem je odhalit příčiny chyb a jejich následné odstranění. 

## Druhy a jejich projevy
Rozlišují se čtyři druhy dysortografie, a to auditivní, vizuální, hypoaktivní a hyperaktivní. 

### Auditivní
Kvůli postižení levé mozkové hemisféry dojde k narušení procesu sluchového vnímání. Jedinec má problém s rozlišováním hlásek, která se podobně vyslovují (např. s-z), dále s artikulační neobratností tzv. problém s výslovností slov (šest – sešt, čtvrtek – črtek) a s rozlišováním měkkých a tvrdých slabik.

### Vizuální
Snížená kvalita zrakové paměti. Záměna písmen zvukově a tvarově podobných např. b–d, s–z.

### Hypoaktivní
Jedinec pomalu píše a dlouho mu trvá vzpomenout si na správný písemný projev.

### Hyperaktivní
Jedinec píše rychle a rychle přemýšlí nad gramatickými pravidly. Kvůli tomu se stane, že se tyto dva děje nespojí a dojde tak k chybám. Mezi časté chyby patří vynechávání interpunkce, vynechávání písmen ve slově a zkracování slov.

## Specifické chyby dysortografického charakteru
- Obtížné vybavení si tvaru písmene v písemné podobě
- Neschopnost dodržet pořadí písmen ve slově
- Přidávání písmen, která do slova nepatří
- Neschopnost dodržování délek samohlásek
- Neschopnost dodržovat hranice slov ve větě

## Reedukace a doporučená cvičení
Způsob reedukace se volí podle toho, zda je snaha zaměřit se na chyby dysortografického charakteru nebo na gramatické chyby.
Důležitá je kladná motivace. Jedinec musí vědět, v čem dělá chyby, na co si má dávat pozor, k čemu jsou konkrétní cvičení dobrá, kdy a jak použije dané mluvnické pravidlo nebo mnemotechnickou pomůcku.

### Reedukace chyb dysortografického charakteru
Hudební nástroje, kostky nebo bzučák slouží jako vhodné pomůcky pří reedukaci. Pomůcky mohou na začátku pomoci s rozlišováním krátkých a dlouhých samohlásek. Zvuk pomůcky dává důraz na délku samohlásek a posiluje zvukové vnímání. Je potřeba doprovázet zřetelnou výslovností.
Procvičuje se vynechání písmen, cvičení sluchové percepce např. zopakování slov, napsat a rozdělit je na slabiky a dále na písmena, podtrhávání správně napsaných slov, jaké bylo první písmeno ve slově.

### Reedukace gramatických chyb
Při reedukaci gramatických chyb je potřeba se gramatická pravidla znovu naučit. Ve chvíli, kdy se jednotlivec učí nové pravidlo, jsou zvolena taková cvičení, která se zabývají pouze novým jevem.
Mezi doporučená cvičení patří hledání příbuzných slov, doplňovací cvičení, mechanické opisování slov, ve kterých se chybuje; zdůvodňování pravopisných jevů. 